# Peruviaanse algemene verkiezingen 1956
De Peruviaanse algemene verkiezingen in 1956 vonden plaats op 17 juni.
De verkiezingen werden gewonnen door Manuel Prado y Ugarteche van de Pradistische Democratische Beweging met 45,5% van de stemmen. Hij werd president van Peru en Luis Gallo Porras, en Carlos Moreyra Paz Soldán werden de vicepresidenten van Peru.

## Uitslag presidentsverkiezingen
| Kandidaat                  | Alliantie/partij                                | Stemmen   | %    |
| -------------------------- | ----------------------------------------------- | --------- | ---- |
| Manuel Prado y Ugarteche   | Pradistische Democratische Beweging             | 567.713   | 45,5 |
| Fernando Belaúnde Terry    | Democratische Jeugdfront                        | 457.966   | 63,7 |
| Hernando de Lavalle Vargas | Nationale Eenheid/Democratische Overeenstemming | 222.619   | 17,8 |
| Ongeldige stemmen          | Ongeldige stemmen                               | 75.931    | -    |
| Totaal                     | Totaal                                          | 1.324.229 | 100  |
| Geregistreerde kiezers     | Geregistreerde kiezers                          | 1.575.741 | 84,0 |